# Radio Active
Radio Active és un programa còmic de ràdio, emès per primera vegada a BBC Radio 4 durant els anys vuitanta. La sèrie va sorgir a partir del programa Edinburgh Festival Fringe de 1979 presentat per The Oxford Revue i protagonitzat per Angus Deayton, Geoffrey Perkins, Michael Fenton Stevens, Helen Atkinson-Wood i Philip Pope. El primer episodi es va emetre el 1980, i es va emetre durant set temporades.

## Format del programa
El programa es basa en una estació de ràdio fictícia (descrita com "la primera emissora de ràdio local de Gran Bretanya") i els programes que podia transmetre. Inicialment el concepte d'emissora de ràdio s'utilitzava simplement com a dispositiu d'enquadrament solt per a esquetxs i cançons no relacionats, però a mesura que es desenvolupava l'espectacle, els episodis van ser temàticament més enfocats, cadascun d'ells projectava un gènere de difusió diferent i, fins i tot, un programa específic com ara Down Your Way (parodiat com a "Round Your Parts"), In at the Deep End ("Out of Your Depth"), Ultra Quiz ("Gigantaquiz"), The Radio Programme ("The Radio Radio Programme") i Crimewatch ("Stop That Crime UK").
Els seus programes sovint representen personatges habituals dels mitjans de comunicació moderns contra antics estereotips sobre estrangers i "tipus d'establishment" com ara generals i polítics, tot i que el programa rarament es defineix com a "comèdia alternativa". Tot i això, alguns episodis de la sèrie final feien referència a esdeveniments de la vida real: "Probe Round the Back" és una paròdia del periodisme d'investigació que girava al voltant dels cinc de Cambridge i contenia al·lusions a Spycatcher i a l'afer Zircon, i "The Flu Special" satiritza les campanyes públiques de prevenció del VIH/SIDA.

### Personatges
La majoria dels personatges originals del programa tenen el nom de peces d'equip de so, entre les quals hi ha:
- estrella emergent Mike Flex (Perkins),
- estrella madura en declivi Mike Channel (Deayton),
- "el favorit dels nens" "Uncle" Mike Stand (Stevens)
- l'obsessionada pel menjar Anna Daptor (Atkinson-Wood)

També hi ha personal de l'emissora:
- L'incomprensible i propens a accidents Nigel Pry (Pope)
- l'incompetent format en radiofreqüència d'hospital Martin Brown (Stevens)
- "oh-so-daring" Mike Hunt (Deayton), els atreviments dels quals sempre van resultar no ser tan espectaculars com afirmava.
- el brusc propietari de l'emissora Sir Norman Tonsil (Deayton), el nom potser al·ludeix a Norman Tebbit
- el corresponsal noruec Oivind Vinstra (Perkins), el domini de l'anglès del qual es limitava virtualment a la frase "i continua amb la música"
- el cap d'afers religiosos The Right Reverend Reverend Wright (Deayton), que tenia una xicota per correspondència.

Altres personatges recurrents eren:
- l'antipàtica consultora sentimental Anna Rabies (coneguda com a "Joanna Jaundice" en la primera temporada, i "Claire Rabies" en la temporada 3) (Atkinson-Wood), els noms potser al·ludeixen a Anna Raeburn i Claire Rayner
- el metge cantant Philip Percygo (Pope)
- Luscivia, que gestionava la botiga de regals de Radio Active (Atkinson-Wood)

A la segona temporada els personatges esdevenen més definits. Mike Channel es va revelar com el presentador amb més recorregut de l'emissora, però ressentit amb els joves presentadors més populars, sobretot Mike Flex, de qui Channel es queixava amb freqüència que li havia pres "el seu" programa de mig matí. Al mateix temps, Nigel Pry adopta patrons de discurs idiosincràtics i la propensió a l'insult, que es van convertir en la seva marca personal. Mike Stand es reinventa efectivament com a personatge completament nou, passant d'un DJ de rock de la vella escola a la primera temporada a presentador infantil. Tot i que es considerava un personatge principal, Martin Brown no es presenta fins a la temporada 4, i originalment estava pensat com un personatge d'un sol episodi (és tan incompetent que durant el seu primer programa, es revela que els altres presentadors de l'emissora estan escoltant en un altre estudi i apostant quan temps trigarà Sir Norman en acomiadar-lo, cosa que es produeix al final de l'episodi), però va ser tan ben rebut que es va afegir una breu aparició del personatge a l'episodi final de la temporada, abans de retornar com a habitual en la cinquena temporada.

### Guionistes
Angus Deayton i Geoffrey Perkins van escriure la major part del material. La primera temporada és acreditada com a escrita per Deayton, Perkins i Richard Curtis, ja que es va basar en esquetxs escrits per Deayton i Curtis per al programa original. Altres contribuïdors addicionals importants van ser, en diversos moments, Jon Canter, Terence Dackombe, Michael Fenton Stevens, Jack (aleshores John) Docherty, Moray Hunter, i en les darreres temporades Jeremy Pascall (amb qui Deayton i Perkins escrivien simultàniament The Uncyclopedia of Rock per Capital Radio). Els elements musicals van ser proporcionats per Philip Pope. Quatre productors van treballar a la sèrie al llarg dels anys (Jimmy Mulville, Jamie Rix, Paul Mayhew-Archer i David Tyler).

### Tema musical
El tema de la sèrie és "Out To Lunch" de The Client, senzill de RCA de 1979 (PB5214), originalment utilitzat per a un anunci de NatWest. El grup The Client era format per Ronnie Bond i Tom Parker.

### Elements recurrents
L'espectacle va tenir els seus orígens en la comunitat teatral estudiantil de la Universitat d'Oxford, especialment a les paròdies musicals de Philip Pope, que apareixien regularment a Radio Active. La més coneguda és la paròdia dels Bee Gees The Hee Bee Gee Bees, amb la seva cançó "Meaningless Songs (In Very High Voices)", que va tenir un èxit moderat del 1980.
Pope també va ser responsable de la jingle més llarga i contemporània presentant el número de telèfon per trucar a l'emissora (amb un final fals) i la introducció dels comercials a la ràdio. Cada programa setmanal tenia els seus propis jingles, que inicialment s'assemblaven als jingles genèrics que utilitzaven les emissores de ràdio reals, però més tard es van convertir en elaborats pastitxos musicals.
Els "anuncis publicitaris" presenten moltes paròdies d'anuncis actuals de televisió i altres acudits corrents, incloses converses entre les mestresses de casa Mary (Fenton Stevens posant una veu cridanera) i June (Atkinson-Wood); béns i serveis de dubtosa legalitat oferts com "Honest Ron – the others are a con" (Stevens); i els anuncis "clarament obvis" patrocinats pel servei públic ("No llenceu aigua bullent sobre un nen").
Mike Flex presidia el rigorós "Master Quiz" amb regles i format canviants, tot i que el premi continuava sent el mateix: un chateau a la Vall del Loira, que curiosament no es guanyava cap setmana. La Radio Active Drama Repertory Company solia donar una actuació amb falsos errors de lectura dels guions ("Ella està greument cent onze. (Pausa). Ella està greument malalta") i amb efectes de so equivocats.

## Transmissió
Les emissions originals van tenir lloc a BBC Radio 4 entre 1980 i 1988 (tal com es detalla a la taula següent). Un especial del mateix equip (The Hee Bee Gee Bees Story) es va estrenar a BBC Radio 2; aquesta edició única es va presentar com un senzill documental paròdic, narrat pel disc jockey Paul Burnett.
Els episodis de les diferents temporades es van repetir a Radio 4 a finals del 2002, i de nou a l'emissora de ràdio de comèdia clàssica BBC 7 el 2003, a finals del 2004, a principis del 2005, a mitjans del 2006 i de nou el 2007.
Un nou episodi únic de Radio Active, el primer després de 15 anys, es va emetre a BBC Radio 4 el desembre de 2002.
El tercer episodi de la temporada 7 ("The God Alone Knows Show") va provocar moltes queixes en la seva primera transmissió, per la qual cosa es va modificar un dels gags al començament de l'episodi, on el servei religiós de la congregació era incapaç de recitar el parenostre en condicions i es va substituir per una sol·licitud de dues noies de la primera fila per desactivar els seus Sony Walkman. La nova traducció de la Bíblia (per "Honest Ron") també va ser força modificada; els nous Deu Manaments van ser canviats per eliminar dos que eren originàriament de naturalesa sexual (substituïts per "No escoltaràs als Beastie Boys" i "No seràs afeccionat de l'Arsenal"). Una descripció de la portada (que Ron intentava passar com a representació de Maria Magdalena, però que en realitat és una reproducció o una nova creació del famós pòster Tennis Girl) es va suprimir completament. Per compensar el temps perdut, l'article precedent es va allargar amb algunes línies addicionals.

## Adaptació televisiva
El programa es va oferir per televisió com KYTV. Es van produir 20 episodis (un pilot, tres temporades i un especial Children in Need) entre 1989 i 1993. El programa va ser escrit i produït per gran part del mateix equip que havia treballat a Radio Active, i Angus Deayton, Helen Atkinson-Wood, Michael Fenton Stevens, Geoffrey Perkins i Phillip Pope van tornar a formar part del repartiment principal.
Alguns dels scripts o guions Radio Active escoltats originalment a la ràdio van ser reutilitzats per al programa de televisió, tot i que la configuració central va canviar d'una emissora de ràdio local a una emissora de televisió per satèl·lit i es van afegir nombroses paròdies de les convencions de televisió. Es continuaven emetent anuncis, juntament amb paròdies de l'autopromoció i la marca que eren un tret comú de les cadenes de televisió en aquest moment.
Diversos personatges clau de Radio Active transferits a KYTV foren força alterats de les seves encarnacions de ràdio, entre ells Mike Channel, Mike Flex, Anna Daptor i Martin Brown, que van formar l'equip central de presentació dels programes de KYTV; també es van transferir altres personatges, com Anna Rabies i el Right Reverend Wright. El personatge principal de Phillip Pope a KYTV va ser el no anomenat anunciador de l'emissora, tot i que amb la sèrie de ràdio ell (i els altres habituals) van aparèixer en diversos papers. El propietari de l'emissora va ser interpretat de nou per Deayton, tot i que el nom del personatge es va canviar de Sir Norman Tonsil a Sir Kenneth Yellowhammer per a la sèrie de televisió, per tal de servir com una de les referències poc velades del programa a Sky TV.

## Restauració del programa
El 2014, Angus Deayton va aparèixer a la sèrie de Radio 4 The Frequency of Laughter per parlar de Radio Active. Quan se li va preguntar si tornaria a reviure el programa, va respondre que seria "incòmode" fer-ho sense Geoffrey Perkins (que va morir el 2008), però "mai no diguis mai més". Després de veure la producció de Neil Pearson de The Missing Hancocks a l'Edinburgh Festival Fringe en 2015, Deayton va pensar que podria reviscolar Radio Active de la mateixa manera, amb l'espectacle escènic presentat com una gravació radiofònica. Els membres del repartiment original supervivent van aparèixer posteriorment a Fringe l'agost de 2016 en un programa mitjançant dos guions de ràdio, "David Chizzlenut" i "Did You Catch It?". La secció "David Chizzlenut", gravada a la Fringe, també es va emetre com a especial a Radio 4.

## Llista d'episodis
| Temporada | Episodi | Títol                                                        | Primera emissió        |
| --------- | ------- | ------------------------------------------------------------ | ---------------------- |
| Pilot     | 1       | The Oxford Revue presents Radio Active                       | 8 d'abril de 1980      |
| 1         | 1       | The Late Show (aka Late Night Radio)                         | 8 de setembre de 1981  |
| 1         | 2       | Bedrock (Mike Flex Breakfast Show)                           | 15 de setembre de 1981 |
| 1         | 3       | Midday Show (amb Anna Dapter)                                | 22 de setembre de 1981 |
| 1         | 4       | Radio Active Roadshow                                        | 29 de setembre de 1981 |
| 1         | 5       | What's News?                                                 | 6 d'octubre de 1981    |
| 1         | 6       | Radio Active Awards                                          | 13 d'octubre de 1981   |
| Especial  | 1       | The Hee Bee Gee Bees Story                                   | 19 de desembre de 1981 |
| 2         | 1       | The History of Radio Active                                  | 16 d'agost de 1982     |
| 2         | 2       | Radiothon                                                    | 23 d'agost de 1982     |
| 2         | 3       | Good Day Sport                                               | 30 d'agost de 1982     |
| 2         | 4       | What's Going On?                                             | 6 de setembre de 1982  |
| 2         | 5       | The Nigel Pry Show                                           | 13 de setembre de 1982 |
| 2         | 6       | Pick of the Week                                             | 20 de setembre de 1982 |
| 3         | 1       | Euroshow                                                     | 12 de juliol de 1983   |
| 3         | 2       | Probe Round the Back (Behind the scenes)                     | 19 de juliol de 1983   |
| 3         | 3       | Radio Active's Funday in Blackport                           | 26 de juliol de 1983   |
| 3         | 4       | Repeat After Three (Late Show)                               | 2 d'agost de 1983      |
| 3         | 5       | Lunchtime with Anna (Buy British Exhibition)                 | 9 d'agost de 1983      |
| 3         | 6       | Edinburgh Festival (What's Going On?)                        | 16 d'agost de 1983     |
| Especial  | 2       | Radio Active's Christmas Turkey                              | 20 de desembre de 1983 |
| 4         | 1       | Salute to New York                                           | 9 de juliol de 1984    |
| 4         | 2       | The Martin Brown Show                                        | 16 de juliol de 1984   |
| 4         | 3       | Round Your Parts (a Humpingham)                              | 23 de juliol de 1984   |
| 4         | 4       | Radiovision Breakfast Show                                   | 30 de juliol de 1984   |
| 4         | 5       | Minorities Programme                                         | 6 d'agost de 1984      |
| 4         | 6       | The Bio Show (Sir John Leslie)                               | 13 d'agost de 1984     |
| 4         | 7       | Gigantaquiz                                                  | 20 d'agost de 1984     |
| 4         | 8       | David Chizzlenut                                             | 27 d'agost de 1984     |
| 5         | 1       | Wimbledon Special                                            | 5 de juliol de 1985    |
| 5         | 2       | Nuclear Debate                                               | 12 de juliol de 1985   |
| 5         | 3       | Out of Your Depth                                            | 19 de juliol de 1985   |
| 5         | 4       | Big Down Under Show (Austràlia)                              | 26 de juliol de 1985   |
| 5         | 5       | Get Away with You                                            | 2 d'agost de 1985      |
| 5         | 6       | Wey Hey, It's Saturday                                       | 9 d'agost de 1985      |
| 5         | 7       | Music Festival                                               | 16 d'agost de 1985     |
| 5         | 8       | Did You Catch It?                                            | 23 d'agost de 1985     |
| 6         | 1       | Thodding By-Election                                         | 11 d'octubre de 1986   |
| 6         | 2       | The Fit and Fat Show                                         | 18 d'octubre de 1986   |
| 6         | 3       | Bogey Awards                                                 | 25 d'octubre de 1986   |
| 6         | 4       | The D Day Show                                               | 1 de novembre de 1986  |
| 6         | 5       | The Nice Film Festival (aka Radio Active Goes to the Movies) | 8 de novembre de 1986  |
| 6         | 6       | Stop That Crime UK                                           | 15 de novembre de 1986 |
| 6         | 7       | In-House Documentary                                         | 22 de novembre de 1986 |
| 6         | 8       | Backchat                                                     | 29 de novembre de 1986 |
| 7         | 1       | It Was Twenty Years Ago (Last Tuesday)                       | 29 d'agost de 1987     |
| 7         | 2       | Radio Radio Programme                                        | 5 de setembre de 1987  |
| 7         | 3       | God Alone Knows                                              | 12 de setembre de 1987 |
| 7         | 4       | Probe Round the Back (Spycatcher)                            | 19 de setembre de 1987 |
| 7         | 5       | Here's a Bit of Talent                                       | 26 de setembre de 1987 |
| 7         | 6       | The Flu Special                                              | 3 d'octubre de 1987    |
| 7         | 7       | You and Your Things                                          | 10 d'octubre de 1987   |
| 7         | 8       | Mega Phone-In                                                | 17 d'octubre de 1987   |
| Especial  | 3       | Digital Turn-On                                              | 17 de desembre de 2002 |
| Especial  | 4       | David Chizzlenut                                             | 22 de setembre de 2016 |

## Comercialització
S'han publicat diverses recopilacions de cassets, un LP de 1983, un CD de la primera temporada i un llibre, Radio Active Times (1986), que era una burla i paròdia del Radio Times. Posteriorment el mateix any, algun contingut Radio Active va aparèixer a The Utterly Utterly Merry Comic Relief Christmas Book.